# جان اندر لوپز
جان اندر لوپز (انگلیسی: Jon Ander López; ۶ سپتامبر ۱۹۷۶ – ۶ ژانویهٔ ۲۰۱۳) بازیکن فوتبال اهل اسپانیا بود.
از باشگاه‌هایی که در آن بازی کرده‌است می‌توان به باشگاه فوتبال لوانته، باشگاه فوتبال ایبار، و باشگاه فوتبال رئال وایادولید اشاره کرد.